# Liste der Monuments historiques in Saint-Christoly-de-Blaye
Die Liste der Monuments historiques in Saint-Christoly-de-Blaye führt die Monuments historiques in der französischen Gemeinde Saint-Christoly-de-Blaye auf.

## Liste der Bauwerke
| Bezeichnung         | Beschreibung              | Standort | Kennzeichnung | Schutzstatus | Datum | Bild |
| ------------------- | ------------------------- | -------- | ------------- | ------------ | ----- | ---- |
| Kirche St-Christoly | Erbaut im 12. Jahrhundert | (Lage)   | PA00083716    | Inscrit      | 1926  |      |

## Liste der Objekte
| Bezeichnung | Beschreibung              | Standort                          | Kennzeichnung | Schutzstatus | Datum | Bild |
| ----------- | ------------------------- | --------------------------------- | ------------- | ------------ | ----- | ---- |
| Glocke      | Bronze (?), 1679 gegossen | in der Kirche St-Christoly (Lage) | PM33001681    | Inscrit      | 1988  |      |